# Filipinas en los Juegos Olímpicos de Pekín 2008
Filipinas estuvo representada en los Juegos Olímpicos de Pekín 2008 por un total de 15 deportistas, 10 hombres y 5 mujeres, que compitieron en 8 deportes.
El portador de la bandera en la ceremonia de apertura fue el boxeador Manny Pacquiao. El equipo olímpico filipino no obtuvo ninguna medalla en estos Juegos.